# 努希·达德戈斯塔尔
迈赫尔努什·“努希”·达德戈斯塔尔（瑞典語：Mehrnoosh (Nooshi) Dadgostar，發音：[nuːʂi 'dadgoˌstar]；1985年6月20日—）是一位瑞典左翼政治家，自2014年起担任瑞典议会议员，2018年至2020年担任瑞典左翼党副主席，自2020年起担任主席。
达德戈斯塔尔曾是左翼党社会保障问题发言人。2017年，她成为首位被任命为特别调查员的左翼党议员。达德戈斯塔尔也曾任青年左翼的副主席和布特许尔卡市议会议员。

## 个人生活
1980年代初，她的父母为逃避政治迫害，作为难民从伊朗移居瑞典。1985年达德戈斯塔尔出生于克里斯蒂安斯塔德省恩厄尔霍尔姆。当时，她的家人住在柏斯托的一个庇护中心。她在克利潘、北雪平和哥德堡的海辛根长大。
达德戈斯塔尔在她十几岁的时候，于2004年-2006年期间在哥德堡市担任医疗助理，同时学习。2005年6月她毕业于哥德堡的席勒斯卡高中，2006-2009年担任过财务主管，2009-2015年间在斯德哥尔摩大学学习法律，但未能毕业。

### 家庭
努希·达德戈斯塔尔的妹妹是艾丽斯·达德戈斯塔尔，是一名记者兼作家。

## 经历

### 政治活动
努希·达德戈斯塔尔过去担任过青年左翼的财务主管和副主席。她一直积极参与当地的政治活动，曾是布特许尔卡市议会的议员。2012年，她共同创立了抗议运动“Alby is not for sale”，该运动与租户联盟一起努力阻止布特许尔卡的公共租赁住房被出售。该运动进行了广泛的请愿活动，以就出售问题进行全民公决。
2014年，达德戈斯塔尔当选为瑞典议会议员。在2014-2018年任期内，她是左翼党民政委员会成员和住房政策发言人。
2017年，达德戈斯塔尔被政府和住房部长彼得·埃里克森任命为特别调查员，任务是调查如何确保现有建筑权的使用和建造。2018年8月提交了《加快住房建设》的报告，达德戈斯塔尔也是第一位领导政府调查的左翼党议员。
达德戈斯塔尔于2018年被左翼党委员会任命为党的副主席。在2018年的选举中，达德戈斯塔尔是大斯德哥尔摩选举区左翼党议会名单上的第二名，仅次于党领袖尤納斯·赫施代德。她当选后被任命为社会保障委员会成员和社会保障发言人。她也是该党的女性主义发言人。

### 领导左翼党
2020年2月3日，达德戈斯塔尔宣布，在尤纳斯·赫施代德辞职后，她将竞选左翼党主席。2020年9月底，她被正式提名为左翼党的新主席。10月31日，达德戈斯塔尔成功当选左翼党主席。
2021年6月中旬，在瑞典政府宣布打算放宽租金管制法后，她威胁要对斯特凡·勒文的首相职位进行不信任投票。6月15日，她向政府发出了48小时的最后通牒，要求政府撤回其计划，否则她将让左翼党取消对政府的信任供给。达德戈斯塔尔坚持了她的意见，导致了一场国会投票，经投票表决，瑞典议会罢免了斯特凡·勒文的首相职位。
2022年5月16日，达德戈斯塔尔表示瑞典加入北约可能会导致本地区局势升级，并认为，斯堪的纳维亚国家在北约的领导下，可能会不得不参加其不愿卷入的战争。